# Acorn Computer ABC 210
Acorn Computer ABC 210 (ABC 210 / Cambridge Workstation) је био професионални рачунар фирме Acorn Computer који је почео да се производи у Уједињеном Краљевству од 1984. године.
Користио је NMS32016 као микропроцесор. RAM меморија рачунара је имала капацитет од 64K + 4096K. 
Као оперативни систем кориштен је PANOS, BBC MOS, Pandora.

## Детаљни подаци
Детаљнији подаци о рачунару ABC 210 су дати у табели испод.
|                       |                                                                                                   |
| [ 1 ]                 |                                                                                                   |
| Произвођач            |                                                                                                   |
| Тип                   | професионални рачунар                                                                             |
| Меморија              | 64K + 4096K                                                                                       |
| Поријекло             | Уједињено Краљевство                                                                              |
| Година                | 1984                                                                                              |
| Тастатура             | QWERTY, 10 функцијских тастера + смјерови, плус нумеричка тастатура и Tube прекидач               |
| Процесор              |                                                                                                   |
| Фреквенција процесора | 4, 6, 8, 10 ?                                                                                     |
| RAM                   | 64K + 4096K                                                                                       |
| ROM                   | 32K, прошириво                                                                                    |
| Текст                 | 80 x 32/25 (2 боје) / 40 x 32/25 (2 или 4 боје) / 20 x 32 (16 боја) / 40 x 25 (приказ телетекста) |
| Графика               | 640 x 256 (2 боје) / 320 x 256 (4 боје) / 160 x 256 (16 боја)                                     |
| Боја                  | 16 (8 боја + опција треперења)                                                                    |
| Звук                  | 3 канала + шум, 7 октава, опциони TMS5220 говорни синтисајзер                                     |
| Димензије             |                                                                                                   |
| Портови               |                                                                                                   |
| Оперативни систем     |                                                                                                   |